# 신입생 (영화)
신입생(The Freshman)은 미국에서 제작된 샘 테일러 감독의 1925년 영화이다. 해럴드 로이드 등이 주연으로 출연하였고 해럴드 로이드 등이 제작에 참여하였다. 1990년, 신입생은 미국 국립영화등기부의 보존물로 선정되었다.

## 출연

### 주연
- 해럴드 로이드
- 조비너 랄스톤

### 조연
- 브룩 베네딕
- 제임스 앤더슨
- 팻 하몬